# Zitsikama tessellata
Zitsikama tessellata är en insektsart som beskrevs av Louis Albert Péringuey 1916. Zitsikama tessellata ingår i släktet Zitsikama och familjen vårtbitare. Inga underarter finns listade i Catalogue of Life.